# Diego Paulsen
Diego Alfredo Paulsen Kehr (Temuco, 1 de agosto de 1987) es un abogado y político chileno, militante de Renovación Nacional (RN). Se desempeñó como diputado de la República en representación del antiguo distrito n.° 49 de la Región de La Araucanía, desde 2014 hasta 2018. Luego, en las elecciones parlamentarias de 2017 resultó elegido para el mismo cargo pero por el distrito n.° 22 de la misma región, por el periodo legislativo 2018-2022. En abril de 2020 asumió como presidente de la Cámara de Diputadas y Diputados de Chile, ejerciendo dicha función hasta marzo de 2022.

## Biografía

### Familia y estudios
Nació el 1 de agosto de 1987, en Temuco, hijo de Javier Paulsen Naulín y de Ana María Kehr.
Está casado con María Valentina García y son padres de tres hijos.
Cursó la enseñanza media en el Greenhouse School de Temuco, Región de La Araucanía, egresando en 2005. Posteriormente, estudió derecho en la Universidad Adolfo Ibáñez (UAI) entre los años 2006 y 2010, siéndole otorgado el título de abogado en septiembre del año 2012. Además, cursó un diplomado en derecho y gestión parlamentaria de la Pontificia Universidad Católica de Valparaíso (PUCV).

### Vida laboral
En el ámbito laboral, realizó su práctica profesional en la Corporación de Asistencia Judicial (CAJ), sede Til-Til. En tanto, desde enero de 2007 y marzo de 2012 trabajó como asesor jurídico de Empresas CPK y Transportes CPK, empresa de la que es propietario junto a su hermano.[cita requerida]
Se desempeñó desde abril de 2012 hasta marzo de 2014, como asesor de la bancada de diputados de RN.

## Trayectoria política
En junio de 2013 ganó en las elecciones primarias de Renovación Nacional (RN) para ser candidato a diputado por el entonces distrito nº 49 (que comprendía las comunas de Curacautín, Galvarino, Lautaro, Lonquimay, Melipeuco, Perquenco , Victoria, Vilcún, Región de La Araucanía) de la región de La Araucanía, por el periodo legislativo 2014-2018. Triunfó en las elecciones parlamentarias de 2013, ganando un escaño en el Congreso con el 26,30 % de los sufragios válidos totales. Asumió el 11 de marzo de 2014, integrando las Comisiones permanentes de Derechos Humanos y Pueblos Originarios; Agricultura, Silvicutura, y Desarrollo Rural; Desarrollo Social, Superación de la Pobreza y Planificación. Entre abril de 2014 y marzo de 2015 participó en la Comisión Permanente de Salud; y en abril de 2014, en la de Recursos Hídricos y Desertificación.
Además, integró la Comisión Investigadora de la inversión pública en infraestructura hospitalaria y la comisión investigadora de administración de la Universidad ARCIS, en lo relativo al proceso de acreditación.

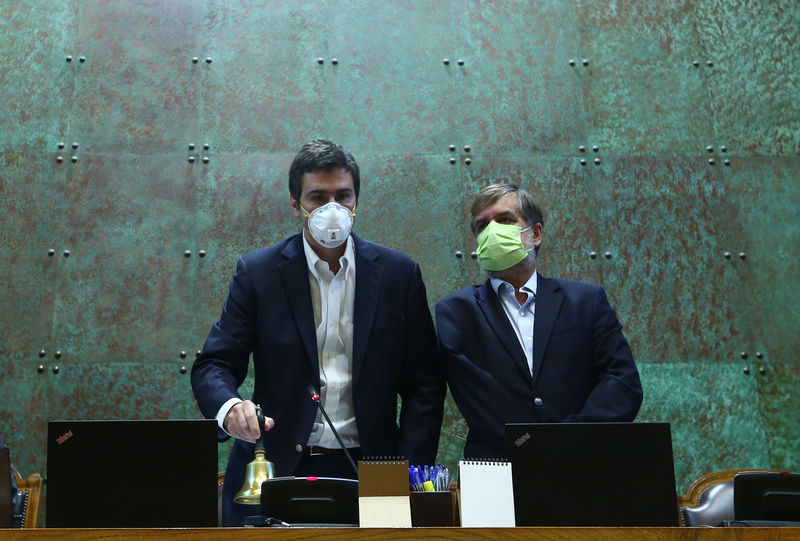
Diego Paulsen (izquierda) junto Francisco Undurraga, vicepresidente de la Cámara de Diputadas y Diputados, presidiendo una sesión con mascarillas en contexto de la pandemia de COVID-19, abril 2020.

En las elecciones parlamentarias de noviembre de 2017, fue reelecto como diputado en representación del nuevo distrito n° 22, Región de La Araucanía, dentro del pacto Chile Vamos, por el período legislativo 2018-2022. En esta ocasión integra las comisiones permanentes Control del Sistema de Inteligencia del Estado; Vivienda, Desarrollo Urbano y Bienes Nacionales; y de la Comisión Especial Investigadora sobre (CEI) "Operaciones financieras entre Bancard Inversiones Ltda. y empresas en paraísos fiscales". De la misma manera, integró la Comisión permanente de Defensa Nacional; y preside el Grupo Interparlamentario chileno-panameño; y chileno-tailandés. Forma parte del Comité parlamentario RN.
Paralelamente, es miembro del Parlamento Latinoamericano y Caribeño (PARLATINO), donde ocupa una de las vicepresidencias, formando parte de la Junta Directiva. Además, integró el grupo de trabajo encargado de redactar la «Declaración Cooperación en Ciencia y Tecnología para buscar la Integración en Salud».
El 7 de abril de 2020 fue elegido presidente de la Cámara de Diputadas y Diputados para el período 2020-2021, además se convirtió en el parlamentario de la cámara baja más joven en asumir dicho cargo desde el retorno a la democracia, en 1990. Integran la mesa directiva Francisco Undurraga como primer vicepresidente y Rodrigo González Torres en la segunda vicepresidencia.

## Posiciones políticas
Paulsen se ha manifestado en contra del aborto. En 2017, votó en contra de un proyecto de ley que buscaba legalizar el aborto en circunstancias especiales. Respecto a la pena de muerte, en 2016, votó a favor de un proyecto de ley que intentaba restablecer la pena de muerte en Chile. El proyecto de ley fue rechazado en la Cámara de Diputados con 111 votos en contra y 13 votos a favor. Asimismo, en una entrevista de 2014 con el medio digital The Clinic, declaró que estaba en contra del matrimonio entre personas del mismo sexo pero a favor de la unión civil. Sin embargo, en el año 2021 Paulsen votó a favor de la ley que permitía el matrimonio entre personas del mismo sexo y también la adopción homoparental, la cual fue ratificada por el senado y entró en vigor el 10 de marzo de 2022.

## Historial electoral
| Año  | Tipo           | Tipo           | Territorio  | Pacto       | Partido | Votos  | %    | Resultado |
| ---- | -------------- | -------------- | ----------- | ----------- | ------- | ------ | ---- | --------- |
| 2013 | Parlamentarias | Parlamentarias | Distrito 49 | Alianza     | RN      | 15 981 | 26.3 | Diputado  |
| 2017 | Parlamentarias | Parlamentarias | Distrito 22 | Chile Vamos | RN      | 24 385 | 22.6 | Diputado  |